# سكام (لعبة فيديو)
سكام (بالإنجليزية: Scum)‏ هي لعبة بقاء جماعية، صدرت اللعبة في 29 أغسطس 2018 على منصة ستيم.